# Between the Screams
Between the Screams war eine britische Progressive-Metal-Band aus Southend-on-Sea.

## Geschichte
Der Sänger Adam Ralph, der Gitarrist Daniel Waterhouse und der Schlagzeuger kannten sich bereits aus einer vorherigen Band. Nachdem sie beschlossen hatten, eine musikalische härtere Richtung einzuschlagen, verließen einige Mitglieder die vorherige Band und der Bassist Terry Blake und Chris Froment traten der Band bei, die sich fortan Between the Screams nannte. Anfang 2008 musste Mark Ravinet die Band jedoch wieder verlassen, da er sich auf sein Studium konzentrieren wollte, woraufhin er durch Chris Horton ersetzt wurde. Anschließend begann die Band mit den Aufnahmen zu ihrer ersten EP, welche sie kurz unterbrechen musste, da Sänger Adam Ralph sich eine Lungenentzündung zugezogen hatte. Anfang Mai erschien mit Embryo die Debüt-EP, welche die Band selbst vertrieb. 
Im Sommer 2009 unterzeichnete die Band einen Plattenvertrag bei dem britischen Plattenlabel Basick Records, wo sie ihr Debütalbum veröffentlichen wollten, welches mit Our Last Days on Earth am 5. Oktober 2009 erschien. Das Album sollte zuerst von Jonny Renshaw von der Band Devil Sold His Soul produziert werden, jedoch verloren einige Bandmitglieder ihre Arbeit und mussten sich neu orientieren, so dass eine Zusammenarbeit mit Renshaw nicht möglich wurde. Stattdessen wurde das Album in den walisischen Mighty Atom Studios von Joe Gibb produziert, welcher bereits mit Bands wie Funeral for a Friend zusammengearbeitet hatte. Das Cover wurde von Jon Barmby designt, welcher bereits zuvor schon für Bands wie Architects Cover-Artworks angefertigt hatte. Im November 2009 wurde das Lied Blood Red Dawn in Sam Carters Rock Show auf BBC Radio 1 gespielt.
Zwischen März und April 2010 spielte die Band an der Seite von Among the Wolves eine Tour durch Großbritannien und sollte einen Auftritt auf dem Mammothfest haben, welchen sie jedoch kurzfristig absagen musste. Zudem trat Schlagzeuger Chris Horton im August aus der Band aus, woraufhin sich die Band auf die Suche nach einem neuen Schlagzeuger machte. Im Mai 2011 gab die Band daraufhin ihre Auflösung bekannt.

## Diskografie
- 2008: Embryo (EP, Eigenveröffentlichung)
- 2009: Our Last Days on Earth (Album, Basick Records)